# Temi Fagbenle
Temi Fagbenle (8 de setembro de 1992) é uma basquetebolista profissional britânica-nigeriana-estadunidense.

## Carreira
Temi Fagbenle integrou a Seleção Britânica de Basquetebol Feminino, em Londres 2012, que terminou na décima-primeira colocação.